# Une vie de pintade à Madrid
Une vie de Pintade à Madrid est un guide touristique écrit par une journaliste française, Cécile Thibaud, sous la direction de Layla Demay et Laure Watrin.

## Résumé
Une vie de Pintade à Madrid est un recueil de chroniques journalistiques et de bonnes adresses madrilènes. L'ouvrage dépeint les modes de vie des Madrilènes. Il recense environ 200 adresses d'établissements madrilènes.

## Chapitres
- Casa Sweet Casa[1]
- Fiesta![1]
- El niño[1]
- Envol poussif[1]
- Coup de fourchette[1]
- Les aides de camp[1]
- Belleza bellota[1]
- Conso-le-dise[1]
- Libertad (conditionnelle)![1]
- Bol d'air[1]

## Ce titre dans d'autres formats et éditions
- 1 titre publié aux éditions Calmann-Lévy :
  - Cécile Thibaud, Layla Demay (dir.) et Laure Watrin (dir.) (ill. Saana Kassou), Une vie de Pintade à Madrid : Portraits piquants des Madrilènes, Paris, Calmann-Lévy, coll. « Documents, Actualités, Société / Pintades », 23 mars 2011, 1re éd., 448 p., 14 cm × 22,6 cm × 2,8 cm, couverture couleur, broché (ISBN 978-2-7021-4182-3 et 2-7021-4182-X, présentation en ligne)

- 1 titre publié aux éditions Le Livre de poche :
  - Cécile Thibaud, Layla Demay (dir.) et Laure Watrin (dir.) (ill. Saana Kassou), Une vie de Pintade à Madrid : Portraits piquants des Madrilènes, Paris, Le Livre de poche, coll. « Vie pratiques / Pintades », 14 mars 2012, 1re éd., 448 p., 11 cm × 18 cm × 1,5 cm, couverture couleur, broché (ISBN 978-2-253-16624-5 et 2-253-16624-3, présentation en ligne)